# Kelli White
Kelli White (Oakland, 1 april 1977) is een Amerikaanse voormalige atlete, die was gespecialiseerd in de sprint.
White won twee gouden medailles op het WK 2003 in Parijs op de 100 m en 200 m. Op de dag na het wereldkampioenschap maakte de IAAF bekend, dat ze positief had getest op modafinil. Als gevolg hiervan werden haar een jaar later de in 2003 veroverde titels ontnomen. White bekende schuld en al haar prestaties sinds 15 december 2000 werden geannuleerd. Kelli White werd twee jaar geschorst en beëindigde haar sportcarrière in 2006.

## Jeugd
White is de dochter van voormalig sprinter Willie White en Debra Byfield. Ze zat op de James Logan High School in Union City en was daar lid van het atletiekteam. In 1994 sneed een medestudent de 17-jarige Kelli White met een mes in het gezicht. Met 300 hechtingen zette ze het seizoen voort. Ondanks dat ze nooit een kampioenschap won, was ze in 1995 de snelste op de 100 m van de North Coast-sectie en tweede op de 200 m. Ze kreeg een studiebeurs voor de Universiteit van Tennessee, waar ze in 1999 haar studie afrondde.

## BALCO
Haar dopinggebruik kon worden gelinkt aan het Bay Area Laboratory Co-operative-dopingschandaal (BALCO-affaire). In 2000 introduceerde haar trainer Remi Korchemny haar aan het hoofd van BALCO Victor Conte. White verklaarde dat ze van Conte producten kreeg, die in eerste instantie supplementen en vitamines werden genoemd. Toen hij haar vertelde dat het steroïden waren, is ze met het gebruik hiervan gestopt, totdat ze in 2002 door blessures een jaar niet actief was. Nadat ze geconfronteerd werd met het BALCO-bewijs, gaf ze toe naast Tetrahydrogestrinon (THG) en Erytropoëtine (epo) modafinil te gebruiken.
White geeft sindsdien lezingen over dopinggebruik in de sport. Toen ze geschorst werd, was ze atletiekdocent aan de James Logan High School. In mei 2006 maakte ze bekend een punt te zetten achter haar sportcarrière.

## Persoonlijke records
| Onderdeel | Prestatie | Datum         | Plaats      |
| --------- | --------- | ------------- | ----------- |
| 100 m     | 11,19 s   | 14 april 2000 | Knoxville   |
| 200 m     | 22,58 s   | 24 mei 1998   | Gainesville |

## Palmares

### 100 m
- 2003: DSQ WK

### 200 m
- 1995:  Pan-Amerikaanse jeugdkamp. - 23,93 s
- 2001: DSQ WK
- 2003: DSQ WK

### 4 x 100 m
- 2001: DSQ WK indoor
- 2001: DSQ WK